# 1 (B1A4)
1 è il primo album in studio della discografia giapponese del gruppo musicale sudcoreano B1A4, pubblicato nel 2012.

## Tracce
1. Beautiful Lie – 3:34
2. Oyasumi Good Night (おやすみ good night) – 3:21
3. Empty Mind – 3:43
4. Waruikoto Bakari Manande (悪いことばかり学んで) – 3:44
5. Tipping Point – 3:40
6. Wake Me Up – 3:32
7. Only One (JPN ver.) – 3:36
8. Beautiful Target (JPN ver.) – 3:22
9. One Love – 3:33

Tracce bonus CD/iTunes
1. O.K (JPN ver.) – 3:33